# Libehna
Libehna este o comună din landul Saxonia-Anhalt, Germania.